# Фудбал у Лондону
Фудбал је најпопуларнији спорт у Лондону, како по гледаоцима тако и по учесницима. Лондон је дом неколико водећих енглеских фудбалских клубова. У граду постоји тринаест професионалних клубова и више од 90 аматерских клубова. Већина клубова у Лондону носи називе по комшилуку у којем се налазе.
Фулам је најстарији лондонски фудбалски клуб који још увек игра на професионалном нивоу. Арсенал је први клуб из Лондона који је почео да игра на професионалном нивоу, 1891. године.
Арсенал је најуспешнији клуб са 43 трофеја. Арсенал је први и једини клуб који је једну сезону у Премијер лиги завршио без пораза (2003-04).
Арсенал, Челси и Тотенхем су најуспешнији лондонски клубови у домаћим и европским такмичењима. Заједно су освојили 87 трофеја. Тотенхем је постао први енглески клуб који је освојио неко од европских такмичења. Било је то 1963. године када су освојили Куп победника купова.

## Професионални клубови
| Клуб                 | Стадион                     | Капацитет | Датум оснивања | Лига          |
| -------------------- | --------------------------- | --------- | -------------- | ------------- |
| Арсенал              | Емирејтс                    | 60.338    | 1886.          | Премијер лига |
| Брентфорд            | Brentford Community Stadium | 17.250    | 1889.          | Премијер лига |
| Челси                | Стамфорд бриџ               | 41.798    | 1905.          | Премијер лига |
| Кристал палас        | Selhurst Park               | 26.309    | 1905.          | Премијер лига |
| Тотенхем хотспер     | Стадион Тотенхем хотспер    | 62.850    | 1882.          | Премијер лига |
| Вест Хем јунајтед    | Олимпијски стадион          | 66.000    | 1895.          | Премијер лига |
| Фулам                | Крејвен котиџ               | 25.700    | 1879.          | Чемпионшип    |
| Милвол               | Ден                         | 20.146    | 1885.          | Чемпионшип    |
| Квинс Парк рејнџерси | Лофтус Роуд                 | 18.439    | 1882.          | Чемпионшип    |
| Вимблдон             | Кингсмедоу                  | 9.215     | 2002.          | Прва лига     |
| Чарлтон атлетик      | Вали                        | 27.111    | 1905.          | Прва лига     |
| Лејтон оријент       | Бризбејн Роуд               | 9.271     | 1881.          | Друга лига    |
| Сатн јунајтед        | Гендр грин лејн             | 7.032     | 1898.          | Друга лига    |